# Petja Gerganowa

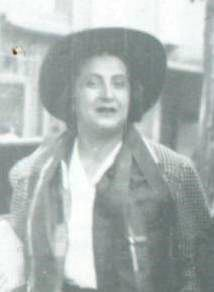
Petja Gerganowa, 1941/42

Petja Gerganowa, eigentlich Petja Georgiewa Stamotowa, bulgarisch Петя Георгиева Герганова (* 20. Januar 1905 in Schumen; † 13. April 1985 in Sofia), war eine bulgarische Schauspielerin.
Sie war eine der bekanntesten Tragödiendarstellerinnen des bulgarischen Nationaltheaters in Sofia. Wichtige Rollen waren Maria Stuart, Inken Peters in Vor Sonnenuntergang, Mascha in Drei Schwestern, Albena von Jordan Jowkow und Sara in Dem Abgrund entgegen.
Sie wurde mit dem Dimitroffpreis und als Held der Sozialistischen Arbeit ausgezeichnet.